# Batalha do Lago Khasan

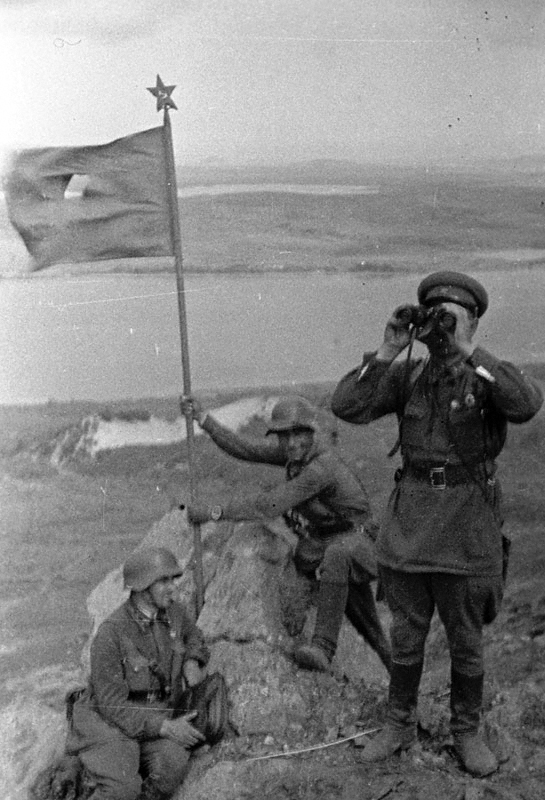
Batalha do Lago Khasan Soldados do Exército Vermelho que fixam a bandeira na colina Zaozernaya

A Batalha do Lago Khasan (29 de julho - 11 de agosto de 1938), também conhecido como o Incidente Changkufeng (em russo: Хасанские бои; em chinês simplificado: 張鼓峰事件, pinyin: Zhānggǔfēng Shìjiàn; em japonês rōmaji: Chōkohō Jiken) na China e Japão, foi uma tentativa de incursão militar de Manchukuo, um estado fantoche japonês, no território reivindicado e controlado pela União Soviética. Essa incursão foi fundada na crença japonesa de que a União Soviética havia interpretado mal a demarcação da fronteira com base no Tratado de Pequim entre a Rússia Imperial e a China Qing e os subsequentes acordos suplementares sobre demarcação e adulterou os marcadores de demarcação. As forças japonesas ocuparam a área disputada, mas se retiraram após intensos combates e um acordo diplomático.

## Consequências
Mais de 6 500 oficiais e soldados soviéticos receberam as ordens, condecorações e medalhas da União Soviética; 26 deles receberam o título de Herói da União Soviética, e 95 receberam a Ordem de Lenin.
As perdas soviéticas totalizaram 792 mortos ou desaparecidos e 3 279 feridos ou doentes, de acordo com seus registros e os japoneses alegaram ter destruído ou imobilizado 96 tanques inimigos e 30 canhões. As perdas blindadas soviéticas foram significativas, com dezenas de tanques sendo derrubados ou destruídos e centenas de "tropas de tanques" se tornando baixas. As baixas japonesas, conforme revelado pelas estatísticas secretas do Estado-Maior do Exército, foram 1 439 baixas (526 mortos ou desaparecidos, 913 feridos); os soviéticos reivindicaram perdas japonesas de 3 100, com 600 mortos e 2 500 feridos. Os soviéticos concluíram que isso se devia à má infraestrutura de comunicações e estradas, bem como à perda da conferência da unidade devido à má organização, quartel-general e comandantes e falta de unidades de suprimentos de combate. As falhas no exército soviético e na liderança em Khasan foram atribuídas à incompetência do marechal Vasily Blyukher. Blyukher, além de liderar as tropas em ação em Khasan, também deveria supervisionar o distrito militar trans-Baikal e as frentes do Extremo Oriente se movendo para a prontidão de combate usando um aparato administrativo que forneceu instruções em nível de grupo, exército e corpo de exército. para a 40ª divisão de rifle por acidente. Em 22 de outubro, ele foi preso pelo NKVD e acredita-se que tenha sido torturado até a morte.

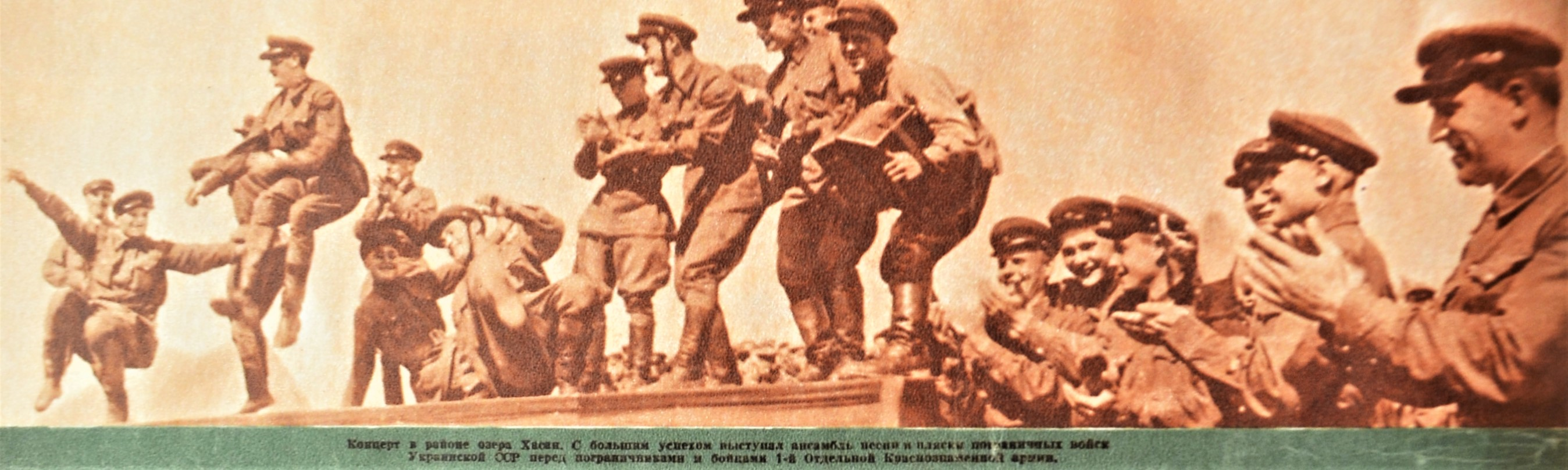
Soldados do Exército Vermelho comemoram após a Batalha do Lago Khasan.

Os militares japoneses, enquanto analisavam seriamente os resultados da batalha, se envolveram com os soviéticos mais uma vez, com resultados desastrosos, na mais extensa Batalha de Khalkhin Go l (Nomonhan) no conflito de fronteira soviético-japonês de 1939. a derrota do Sexto Exército Japonês. Após a Segunda Guerra Mundial, no Tribunal Militar Internacional para o Extremo Oriente em 1946, treze oficiais japoneses de alto escalão foram acusados de crimes contra a paz por seus papéis no início das hostilidades no Lago Khasan.